# Bischofstetten
Bischofstetten – gmina targowa w Austrii, w kraju związkowym Dolna Austria, w powiecie Melk. Według danych Austriackiego Urzędu Statystycznego liczyła 1 153 mieszkańców (1 stycznia 2014).